# Dhool
Dhool est un film tamoul réalisé par Dharani en 2003. Les musiques et chansons sont composées et écrites par Vidyasagar.

## Distribution
- Vikram
- Jyothika
- Reema Sen
- Vivek